# Benedetto Mandina
Benedetto Mandina o Mantina (Melfi, 12 gennaio 1548 – Napoli, 2 luglio 1604) è stato un giurista e vescovo cattolico italiano.
Fu emissario di papa Clemente VIII e inquisitore, membro della giuria che condannò Giordano Bruno e giudice del processo a carico di Tommaso Campanella.

## Biografia
Nacque a Melfi nel 1548 (secondo altre fonti nel 1547), da Nicola, già nobile di Rapolla, Sindaco di Melfi e notaio, e Isotta. Dopo i primi studi, si trasferì a Napoli con la famiglia, conseguì la laurea in giurisprudenza ed esercitò la professione legale. Dopo un incidente causato dal calcio di un cavallo, che lo costrinse alla degenza, una volta guarito entrò nel gruppo dei padri teatini della Basilica di San Paolo Maggiore, dove fu protetto da Andrea Avellino e il suo confessore Marco Parascandalo.
Vestito l'abito talare il 4 dicembre 1583, fu ordinato sacerdote il 20 settembre 1586 nella chiesa di San Silvestro di Roma e si dedicò allo studio della teologia e della filosofia, entrando in contatto con i personaggi più importanti della curia romana. Il pontefice Gregorio XIV gli offrì prima il vescovato di Novara e poi quello di Melfi ma Mandina li rifiutò entrambi.
Grazie al cardinale Giulio Antonio Santori, conobbe papa Clemente VIII e lo propose come sostituto di Agapito Bellomo per la sede vescovile di Caserta, implicata in diversi scandali sessuali, di furto e omicidio. Il papa, inizialmente indeciso, si convinse a conferirgli la nomina il 31 gennaio 1594 e Mandina fu inviato per risolvere i problemi della diocesi.
Clemente VIII, lo inviò in veste di diplomatico in Germania e Polonia, per incitare i sovrani Rodolfo II d'Asburgo e Sigismondo III di Svezia a formare un'alleanza con la Santa Sede per fermare l'avanzata dell'impero ottomano. Tornato in Italia, e, dopo un breve soggiorno a Roma, Mandina rientrò nella diocesi di Caserta. Per via del suo rigore, si attirò numerose antipatie, tant'è che, secondo alcune fonti, alcuni avversari versarono del veleno nel calice da lui usato per la messa ma se ne accorse immediatamente.
Tornato a Napoli, il cardinale Alfonso Gesualdo lo nominò amministratore della diocesi partenopea e ricevette l'incarico di ministro del Sant'Uffizio del Regno di Napoli. Come ministro del Sant'Uffizio fece parte della commissione che emanò la condanna a morte di Giordano Bruno e fu giudice dell'Inquisizione contro Tommaso Campanella. Mendina morì a Napoli il 2 luglio 1604 (secondo altre testimonianze 23 dello stesso mese) e fu sepolto nella chiesa di Santa Maria degli Angeli. Alcuni padri teatini proposero la sua beatificazione ma non ci fu un seguito.

## Genealogia episcopale
La genealogia episcopale è:
- Cardinale Guillaume d'Estouteville, O.S.B.Clun.
- Papa Sisto IV
- Papa Giulio II
- Cardinale Raffaele Sansone Riario
- Papa Leone X
- Papa Paolo III
- Cardinale Francesco Pisani
- Cardinale Alfonso Gesualdo
- Vescovo Benedetto Mandina